# 24 giugno
Il 24 giugno è il 175º giorno del calendario gregoriano (il 176º negli anni bisestili). Mancano 190 giorni alla fine dell'anno.

## Eventi
- 217 a.C. – Battaglia del lago Trasimeno: Annibale debella l'esercito romano comandato dal console Gaio Flaminio
- 79 – Tito diventa imperatore dell'Impero romano
- 109 – L'imperatore romano Traiano inaugura l'Acquedotto Traiano
- 474 – Giulio Nepote si proclama imperatore dell'Impero romano d'Occidente, dopo aver costretto Glicerio ad abdicare
- 972 – Si combatte la battaglia di Cedynia: in questa occasione viene documentata per la prima volta una vittoria delle forze polacche
- 1059 – Stipula del Trattato di Melfi tra papa Niccolò II e le famiglie normanne degli Altavilla e dei Drengot
- 1185 – Presa di Durazzo da parte delle armate del Regno di Sicilia impegnate contro l'Impero bizantino
- 1314 – Battaglia di Bannockburn: le forze scozzesi guidate da Robert the Bruce sconfiggono Edoardo II d'Inghilterra e la Scozia riconquista così la sua indipendenza
- 1391 – A Barcellona Maria di Sicilia sposa Martino il Giovane
- 1405 - Dedizione di Verona a Venezia
- 1440 – Viene fondato da Enrico VI il College di Eton[1]
- 1497
  - Amerigo Vespucci raggiunge il continente americano in una spedizione insieme a Juan de la Cosa
  - I patrioti cornici Michael An Gof e Thomas Flamank vengono giustiziati a Tyburn, Londra
  - Giovanni Caboto sbarca in Nord America, in Terranova, sull'Isola del Capo Bretone; è il primo europeo a scoprire la regione dai tempi dei Vichinghi
- 1509 – Enrico VIII viene incoronato re d'Inghilterra
- 1534 – Jacques Cartier è il primo europeo a scoprire l'Isola del Principe Edoardo
- 1535 – Lo Stato anabattista di Münster viene conquistato e smantellato
- 1597 – La prima spedizione olandese nelle Indie orientali raggiunge Bantam, sull'Isola di Giava
- 1662 – Gli olandesi tentano infruttuosamente di conquistare Macao
- 1664 – Viene fondata la colonia del New Jersey
- 1672 – Nell'ambito della guerra d'Olanda, gli olandesi aprono le dighe allagando le campagne di Amsterdam per impedire l'avanzata francese
- 1692 – Fondazione di Kingston, in Giamaica
- 1793 – In Francia viene adottata la prima costituzione repubblicana
- 1821 – Vittoria della Grande Colombia, guidata da Simón Bolívar, nella battaglia di Carabobo ai danni dell’Impero spagnolo
- 1859 – Seconda guerra d'indipendenza italiana: nella battaglia di Solferino e San Martino il Regno di Sardegna e la Francia sconfiggono l'Austria, che perde così il conflitto
- 1861 – Il Tennessee diventa l'undicesimo e ultimo Stato a secedere dagli Stati Uniti d'America
- 1866 – Terza guerra d'indipendenza italiana: vittoria austriaca nella battaglia di Custoza
- 1880 – Prima esecuzione di O Canada, la canzone che sarebbe diventata l'inno nazionale canadese, al Congrès national des Canadiens-Français
- 1894 – Il CIO decide di tenere i Giochi olimpici ogni quattro anni
- 1901 – Si inaugura la prima mostra dei lavori di Pablo Picasso
- 1910
  - Viene fondata a Milano la Anonima Lombarda Fabbrica Automobili, ovvero l'Alfa Romeo
  - Il Giappone invade la Corea
- 1913 – Grecia e Serbia annullano la loro alleanza con la Bulgaria
- 1915 – Il vaporetto Eastland si rovescia a Chicago, provocando 800 morti
- 1916 – Mary Pickford diventa la prima stella del cinema a ottenere un contratto da un milione di dollari
- 1918
  - Il cannone gigante Parisgeschütz[2] inizia a bombardare Parigi
  - Primo servizio di posta aerea in Canada, da Montréal a Toronto
  - L'esercito italiano ottiene una vittoria decisiva contro gli austroungarici nella seconda battaglia del Piave
- 1922 – Walther Rathenau, ministro degli esteri nella Repubblica di Weimar di origine ebraica, viene assassinato da due giovani ufficiali di marina appartenenti a correnti ultranazionaliste
- 1932 – Inizia e finisce nello stesso giorno l'incruento colpo di Stato militare noto come Rivoluzione siamese del 1932, che costringe il sovrano Rama VI a firmare tre giorni dopo la costituzione, ponendo fine al potere assoluto del re del Siam (vecchio nome della Thailandia)
- 1935 – Prima assoluta dell'opera La donna silenziosa di Richard Strauss alla Semperoper di Dresda
- 1939 – Il Siam cambia nome e diventa Thailandia
- 1940 – Seconda guerra mondiale: la Francia firma l'Armistizio di Villa Incisa con l'Italia
- 1941 – Seconda guerra mondiale: i tedeschi catturano Vilnius, Brèst-Litovsk e Kaunas
- 1943 – Seconda guerra mondiale: il filosofo Giovanni Gentile, in Campidoglio, pronuncia il Discorso agli italiani
- 1944 – Seconda guerra mondiale: Eccidio della Bettola, dopo un tentativo fallito di far saltare il ponte sulla statale 63 alla Bettola (Vezzano sul Crostolo, RE) da parte dei partigiani, nel quale rimasero uccisi tre partigiani e due tedeschi, i militari tedeschi della vicina caserma di Casina si mossero verso la Bettola e uccisero per rappresaglia 32 persone
- 1945 – Si svolge a Mosca la grande parata per la vittoria dell'Unione Sovietica nella grande guerra patriottica
- 1946 – Georges Bidault diventa primo ministro di Francia
- 1947 – Primo avvistamento conosciuto di un UFO: Kenneth Arnold, volando sopra lo Stato di Washington, nota nove dischi luminosi a forma di vassoio
- 1948 – Inizio del Blocco di Berlino: l'Unione Sovietica rende impossibili i collegamenti via terra tra Berlino Ovest e la Germania Ovest
- 1950 – Papa Pio XII canonizza Maria Goretti alla presenza della madre e dell'assassino della bambina; è la prima volta che la cerimonia si svolge in pubblico e in Piazza San Pietro
- 1963 – Zanzibar ottiene l'autogoverno interno dal Regno Unito
- 1965 – I Beatles si esibiscono per la prima volta in Italia in due concerti al Velodromo Vigorelli di Milano
- 1967 – Papa Paolo VI emana l'enciclica Sacerdotalis Caelibatus
- 1979 – Viene fondato a Bologna il Tribunale permanente dei Popoli
- 1981 – Prima dichiarata apparizione della Vergine Maria a Međugorje
- 1983
  - Sally Ride, prima astronauta statunitense, rientra sulla Terra
  - Yasser Arafat viene bandito da Damasco
- 1985 – Francesco Cossiga è eletto ottavo presidente della Repubblica Italiana con 752 voti su 977; presta giuramento il 3 luglio
- 1987 – Lionel Andrés Messi Cuccittini nasce, noto calciatore argentino e campione del mondo del calcio
- 1991 – La cantante colombiana quattordicenne Shakira pubblica il suo primo album Magia
- 1995 – Leoluca Bagarella, spietato killer mafioso, viene arrestato dalla DIA
- 2003 – La cantante statunitense Beyoncé, ex vocalist del gruppo vocale Destiny's Child, pubblica il suo primo album solista Dangerously in Love
- 2010 – Termina il match di tennis più lungo della storia, giocato tra John Isner e Nicolas Mahut
- 2023 - Seconda giornata della Rivolta del Gruppo Wagner
- 2025 - Finisce la guerra dei dodici giorni tra Iran e Israele

## Nati
Ci sono circa 1 190 voci su persone nate il 24 giugno; vedi la pagina Nati il 24 giugno per un elenco descrittivo o la categoria Nati il 24 giugno per un indice alfabetico.

## Morti
Ci sono circa 460 voci su persone morte il 24 giugno; vedi la pagina Morti il 24 giugno per un elenco descrittivo o la categoria Morti il 24 giugno per un indice alfabetico.

## Feste e ricorrenze

### Civili
Nazionali:
- Perù – Giorno degli indiani
- Québec – Festa nazionale detta anche giorno di San Giovanni Battista
- Scozia – Bannockburn Day, commemorazione della battaglia di Bannockburn
- Terranova e Labrador – Giorno della scoperta da parte di Giovanni Caboto

### Religiose
Cristianesimo:
- San Giovanni Battista, precursore di Cristo
- Santi Agoardo, Agilberto e compagni, martiri
- Santi Eros, Orenzio e fratelli, martiri di Satala
- San Giovanni di Tui, eremita
- Santi Giovanni e Festo, martiri
- San Giuseppe Yuan Zaide, martire
- San Gunardo (Goardo), vescovo
- Santa María Guadalupe García Zavala, fondatrice delle Ancelle di Santa Margherita Maria e dei poveri
- San Rombaldo di Malines, martire
- San Simplicio di Autun, vescovo
- San Teodgaro di Vestervig, presbitero
- San Teodolfo di Lobbes, vescovo e abate
- Beato Cristoforo de Albarran, sacerdote mercedario e martire
- Beato Ivano, eremita

Bahá'í:
- Festa di Rahmat (misericordia) - Primo giorno del sesto mese del calendario Bahá'í

Religione romana antica e moderna:
- Fors Fortuna
- Periodo solstiziale, quarto giorno